# عنکبوت خارپا
عنکبوت‌های خارپا (Zoridae) نام خانواده‌ای از عنکبوتها است.
این خانواده ۱۳ سرده و ۷۳ گونه را دربر می‌گیرد.

## نگارخانه

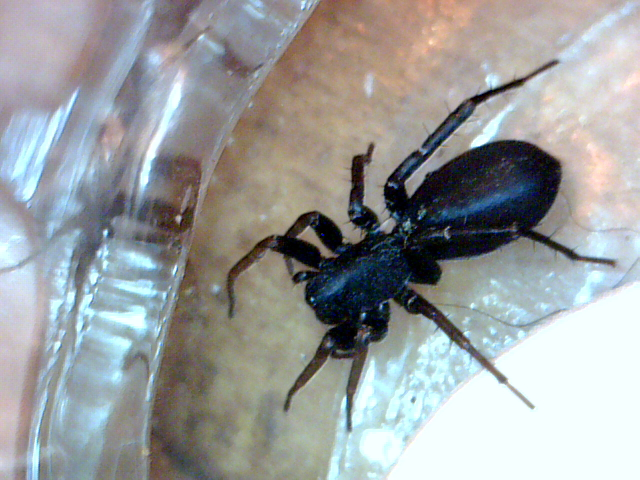
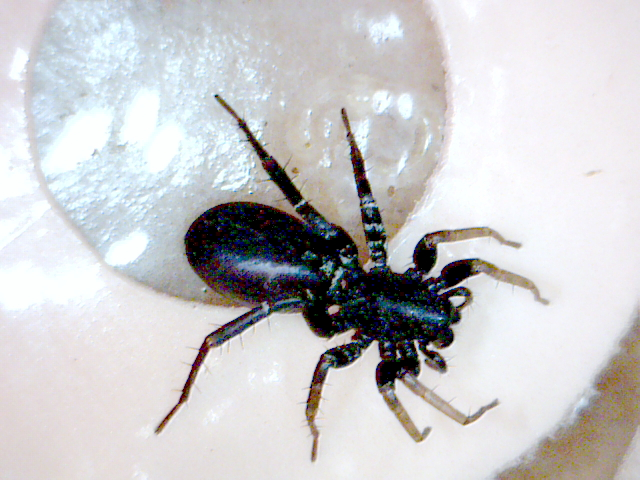
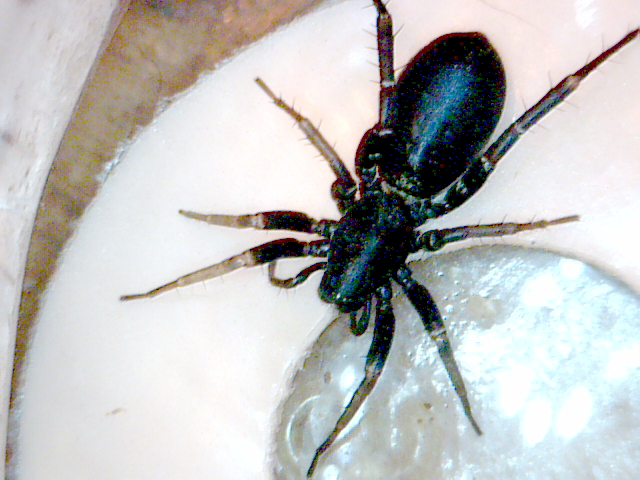
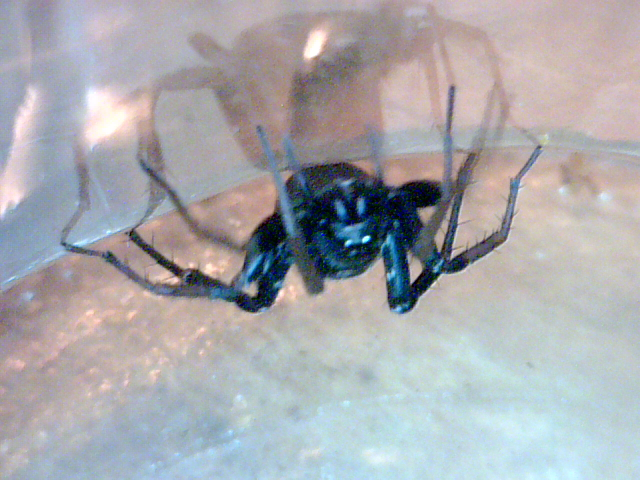